# アトランティス 失われた帝国
『アトランティス 失われた帝国』（アトランティス うしなわれたていこく、原題：Atlantis: The Lost Empire）は、ウォルト・ディズニーが生誕100周年を迎えた2001年に公開されたディズニー製作のアニメーション映画。配給はブエナ・ビスタ・ピクチャーズ。
映画の予算は約1億米ドル、北米市場の収益は約8400万米ドル、世界の興行収入は約1億8600万米ドル。
続編として『アトランティス 帝国最後の謎』（原題：Atlantis: Milo's Return）がOVA作品として2003年に発表されている。

## ストーリー
博物館の学芸員で言語学者であるマイロ・サッチは、アトランティスに関する新しい学説を発表したものの館長に無視される。そんな時彼の前に、謎の女性ヘルガ・シンクレアが現れる。彼女に連れられ、富豪プレストン・ウィットモアの屋敷を訪れたマイロは、ウィットモア氏に熱意を認められ、アトランティスの探検隊に加わることになり、アトランティスの謎に迫っていく。

## 登場人物
マイロ・ジェームス・サッチ（Milo James Thatch）
主人公。言語学者兼地図製作者。アトランティス語が理解出来る。身長170cm。愛猫の名前はフラッフィー。
好奇心旺盛で、亡き冒険家の祖父サディアス・サッチの夢だったアトランティスを探る旅に出る。
アトランティスを探し当て、その王女であるキーダと愛し合い、陰謀と戦いの末に結婚する。
続編では、アトランティス帝国の新女王となったキーダの夫となる。

プリンセス・キーダ（Kidagakash "Kida" Nedakh）
アトランティスの王女。本名はキダーガカッシュ・ネダク。165cm、8800歳。
後にマイロと結婚し、続編ではクリスタルの力で浮上したアトランティスの女王となる。
ローク司令官（Commander Lyle Tiberius Rourke）
アトランティス探検隊隊長。本作のディズニーヴィランズでもある。身長190cm。
想像を絶する程の金融の富を得られると信じてアトランティスを求め、そのクリスタルを狙っている。

カシェキム・ネダク（Kashekim Nedakh）
アトランティス王。キーダの父。年齢は2万歳、身長185cm。
遥か昔、栄華を誇ったアトランティス帝国が海中に没したあとは、外からの訪問者を拒みクリスタルの力で生き延びている。
病身にあったが、ロークから腹部を殴打されたことにより病状が悪化し、アトランティスの未来をマイロに託して息を引き取る。

ヴィンチェンゾ・“ヴィニー”・サントリーニ（Vincenzo "Vinny" Santorini）
刑務所から特赦で出た爆破のプロ。身長178cm。イタリア生まれで実家は花屋。

ヘルガ・シンクレア（Lieutenant Helga Katrina Sinclair）
元ドイツ軍人でロークの副官。美しくミステリアスな女性。
マイロをウィットモアの元に連れて行く際、マイロの家には煙突から入ったらしい。

オードリー・ロシオ・ラミレス（Audrey Rocio Ramirez）
機関室長。メカニックのプロ。女性ながら怖いもの知らずで陽気。デトロイト育ちで、ヘンリー・フォードの下で働いていた父の仕事を受け継いでこの職に就いた。

プレストン・B・ウィットモア（Preston B. Whitmore）
マイロの祖父サディアス・サッチの親友である大富豪の老人。
自分が見つけたアトランティスを探す鍵となる『羊飼いの日誌』をマイロに託し、マイロの旅路の手配をした。

モール（Gaetan "Mole" Moliére）
本名ガエタン・モリエール。フランス、パリ出身の地質学者。ソルボンヌ大学中退。穴を掘るのが大好きで、通り名の通りまさにモグラのような男。鋭い嗅覚と味覚の持ち主でもある。

クッキー（Jedidiah Allardyce "Cookie" Farnsworth）
本名ジェデダイア・アラダイス・ファーンズワース。アトランティス探検隊のコック担当。オクラホマ州タルサ出身。彼曰く四つの食品群は「豆と酒とベーコンとラード」である為、作る料理はいつも脂っこい。
また声を担当したジム・ヴァーニーは2000年2月に死去しており、本作は死去から1年以上の期間を経ての劇場公開となった。

ミセス・パッカード（Wilhelmina Bertha Packard）
通信使。本名ウィルへルミナ・バーサ・パッカード。何に対してもドライかつ皮肉屋で、非常時の無線を友人との世間話に費やすほどである。

ドクター・スウィート（Dr. Joshua Strongbear Sweet）
軍医。本名ジョシュア・ストロングベア・スウィート。1872年カンザス州出身で、アフリカ系とネイティブ・アメリカンのハーフ。マイロの首筋の痛みをすぐ治してしまうほど技術と腕はかなり良い。身長195cmとかなり大柄。

## キャスト
- マイロ・ジェームス・サッチ - マイケル・J・フォックス（日本語吹替版：長野博（V6））
- プリンセス・キーダ - クリー・サマー（日本語吹替版：木村佳乃）
- ローク司令官 - ジェームズ・ガーナー（日本語吹替版：辻萬長）
- アトランティス王 - レナード・ニモイ（日本語吹替版：平幹二朗）
- ヴィニー - ドン・ノヴェロ（日本語吹替版：内藤剛志）
- ヘルガ - クローディア・クリスチャン（日本語吹替版：高島礼子）
- オードリー - ジャクリーン・オブラドース（日本語吹替版：吉田美和）
- プレストン・ウィットモア - ジョン・マホーニー（日本語吹替版：阪脩）
- モール - コーリー・バートン（日本語吹替版：家中宏）
- クッキー - ジム・ヴァーニー（日本語吹替版：富田耕生）
- ミセス・パッカード - フローレンス・スタンリー（日本語吹替版：柴田理恵）
- ドクター・スウィート - フィル・モリス（日本語吹替版：銀河万丈）

## スタッフ
- 監督 - ゲイリー・トゥルースデイル、カーク・ワイズ
- 製作 - ドン・ハーン
- 脚本 - タブ・マーフィ
- 音楽 - ジェームズ・ニュートン・ハワード

## 主題歌
- 英語版 - Where the dream takes you　(Mya)
- 日本語版 - crystal vine　(DREAMS COME TRUE)

## 批評
歴史学者のロナルド・H. フリッツェは、この映画は大衆が描く失われたアトランティス大陸のイメージの一つであるが、プラトンの言葉を部分的に省略して引用することで、アトランティスが滅亡したという言葉を、アトランティスが生き残ったとほのめかすものに作り替えたことを指摘している。
映画が公開されたとき、日本のテレビアニメ『ふしぎの海のナディア』（1990年から1991年）、アニメ映画『天空の城ラピュタ』と似ていると感じる人が少なからずいた。特に『ふしぎの海のナディア』とは、ヒロインが浅黒い肌の人種であること、ヒロインが不思議な力を持つ青いクリスタルを所持し、そのクリスタルはアトランティスのエネルギーと関係があるが彼女はクリスタルが持つ意味をあまり理解していないこと、主人公は丸い眼鏡をかけた白人の少年であること、潜水艦の副艦長がブロンドの女性であること、頭の禿げた浅黒い肌の船医などのキャラクター、設定やストーリーの多くの類似点が指摘された。英語圏のアニメ情報サイトAnime News NetworkでLee Zionは、両作品ともジュール・ヴェルヌ『海底二万里』を題材にしているため、複数の類似点があっても盗作と断定できないが、『海底二万里』とは共通しない類似点も少なくなく、偶然似ているだけとも言いにくいと評した。
なお、アトランティス人が莫大なエネルギーを持つ神秘のクリスタルを利用していたという設定は、前世がアトランティス人だった人々の記憶を見たと主張した心霊診断家のエドガー・ケイシーに始まり、SFやオカルトによって広まったものである。